# دي جي برايان
دي جي برايان (بالإنجليزية: DJ Brian)‏ هو مقدم برامج إذاعية جنوب أفريقي، ولد في 1980 في سويتو في جنوب أفريقيا.